# James Bowen
James Bowen (Surrey, 15 de março de 1979) é um autor e artista de rua, baseado em Londres. Seus livros A Street Cat Named Bob e The World According Bob, escritos  com o autor Garry Jenkins, são ambos best-sellers internacionais.

## Primeiros Anos
Bowen nasceu em Surrey março de 1979. Após o divórcio de seus pais, ele se mudou para a Austrália com sua mãe e padrasto. A vida em casa estava tensa e, porque a família mudou-se com freqüência, Bowen foi perturbado na escola. Ele foi intimidado, e começou a cheirar cocaina ainda na educação, tornando-se um "garoto tearaway" que seria diagnosticado mais tarde com TDAH, esquizofrenia e depressão maníaca. Em 1997 ele retornou ao Reino Unido e viveu com sua meia-irmã, mas este arranjo não durou. com o tempo, ele se tornou sem-teto e começou a dormir nas ruas. A partir deste ponto, Bowen passou quase 10 anos, dormindo na rua ou ficando brevemente em abrigos de gerência de caridade foi nessa época que ele começou a usar heroína em uma tentativa de escapar das realidades da falta de moradia.

## Conhecendo Bob
Na Primavera de 2007, Bowen foi matriculado em um programa de metadona, busking em Covent Garden, e vivendo em residências protegidas em Tottenham, Londres. Uma noite, ele voltou para casa e encontrou um gato no corredor de seu prédio. Supondo que ele pertencia a outro residente, ele simplesmente voltou para o seu apartamento. O gato ainda estava lá no dia seguinte, e no dia seguinte, Bowen ficou preocupado e descobriu que o gato não estava usando colar, e tinha uma ferida infectada na perna. Bowen verificado com outros residentes para ver se o gato não pertencia a nenhum deles, e quando nenhum deles reivindicou a posse do animal Bowen decidiu ajudar o gato.
Ele levou o gato para uma clínica móvel nas proximidades executado por caridade animal da Cruz Azul, que forneceu antibióticos para tratar a ferida infectada. A fim de se certificar de que ele recebeu o curso completo de duas semanas de medicação, Bowen decidiu levá-lo em um momento, enquanto ele continuava a procurar o proprietário. Quando não conseguiu encontrar nenhuma informação, ele lançou o gato de volta para a rua, esperando que ele encontre seu próprio caminho de casa. Em vez disso, ele começou a seguir Bowen ao redor, mesmo seguindo-o para dentro do ônibus quando ele saiu para ir ao busking. Preocupado que o gato tinha outro lugar para ir, Bowen tomou-o nos de forma permanente, nomeando-o Bob depois de ver um personagem do drama de televisão Twin Peaks. Desde cedo Bob parecia querer acompanhar Bowen para o trabalho, ele construiu um arnês de sapatos e começou a levá-lo ao longo de seus pontos regulares em Covent Garden e Piccadilly, e viajavam no assento da janela do ônibus número 73. A reação do público foi positiva e os dois se tornaram populares, aumentando a sua visibilidade ainda mais quando Bowen começou a vender a revista The Big Issue. O público começou a fazer upload de vídeos de Bowen e Bob para o YouTube, e os turistas iria visitar Covent Garden para vê-los. Durante este tempo, Bowen decidiu concluir seu tratamento com metadona. Ele credita nesse desenvolvimento para Bob, dizendo: Eu acredito que veio a este pequeno homem. Ele veio e me pediu ajuda, e ele precisava de mim mais do que eu precisava abusar do meu próprio corpo.

## Livros
Uma serie de livros foram publicados sobre Bowen e Bob

### "A Street Cat Named Bob"
Com o tempo, Bowen e aparições públicas de Bob atraiu a atenção do Islington Tribune, que publicou pela primeira vez sua história em Setembro de 2010. Esta foi lida por Mary Pachnos, o agente literário responsável pelos direitos de John Grogan para Marley e Eu, que introduziu Bowen ao escritor Garry Jenkins. O casal produziu um esboço para um livro que Pachnos usado para proteger um negócio de livro com a editores Hodder & Stoughton. Desde a sua publicação, o livro já vendeu mais de 1 milhão de cópias só no Reino Unido, e foi traduzido em 30 idiomas e passou mais de 76 semanas no topo da lista dos mais vendidos do Sunday Times em ambos os seu formato de capa dura e de bolso. A Street Cat Named Bob: And How He Saved My Life foi publicado nos EUA em 30 de julho de 2013 e entrou na lista de best-sellers do New York Times.

### "The World According Bob"
The World According Bob continua a história de vida de Bowen e Bob na rua, incluindo o período que antecedeu a sua reunião com sua agente Mary Pachnos. Foi lançado em 04 de julho de 2013 e também foi o livro número um sobre a lista de bestsellers do The Sunday Times.

### "Bob: No Ordinary Cat"
Bob: No Ordinary Cat é uma versão do livro A Street Cat Named Bob re-escrito especificamente para crianças. Foi lançado no dia dos Namorados de 2013.

### "Where In The World Is Bob?"
Where In The World Is Bob? é um livro de quadro em que os leitores têm de detectar Bob, James e outros itens variados em cenas de todo o mundo. Ele reflete as viagens de Bob em um blog muito popular "Around the World in 80 Bobs", onde os fãs do livro tiram fotografias do famoso gato em vários locais ao redor do mundo. Foi publicado em Outubro de 2013.

### "My Name Is Bob"
"My Name Is Bob", um livro ilustrado para crianças escrito por Bowen com Garry Jenkins e ilustrado por Gerald Kelley, publicado pela Random House no Reino Unido em abril de 2014. Ele imagina a vida de Bob antes de ele atender Bowen.

### "A Gift From Bob"
"A Gift From Bob" é uma história curta sobre Bowen e último Natal de Bob nas ruas juntos. De acordo com os editores Hodder & Stoughton, o livro revela "como Bob James ajudou através de um de seus momentos mais difíceis - fornecendo força, amizade e inspiração, mas também ensinar-lhe lições importantes sobre o verdadeiro significado do Natal ao longo do caminho." Ele foi publicado em 9 de Outubro de 2014 e atingiu no 8 na lista de best-seller Sunday Times.

## Filme
Em março de 2014 um filme foi escolhido pela sede em Londres, para filmagens, script e seu produtor Adam Rolston. Em agosto de 2015, Variety anunciou que Luke Treadaway vai estrelar o filme baseado no livro em Londres para começar as filmagens em outubro.

## Prêmios
Um gato de rua chamado Bob foi nomeado para Book Awards do Reino Unido nacionais na categoria Popular Não-Ficção em novembro de 2012. Em março 2014 A Street Cat Named Bob foi listado em No.7 em uma lista dos mais inspiradores livros adolescentes como parte de uma pesquisa para o Dia Mundial do Livro.